# Erich Swoboda
Erich Swoboda (* 30. August 1896 in Wien; † 22. November 1964 in Graz) war ein österreichischer Althistoriker und Provinzialrömischer Archäologe.

## Leben
Erich Swoboda stammte aus einer Offiziersfamilie. Zunächst schlug er selbst die Offizierslaufbahn ein und war auch als Postflieger, Sportlehrer und Bankbeamter tätig. 1926 begann er ein Studium der Archäologie und Alten Geschichte an der Universität Wien. Mit der Dissertation Octavian und Illyricum wurde er 1931 promoviert. Danach war er wissenschaftlicher Assistent am Österreichischen Archäologischen Institut in Wien, 1938 wechselte er als Assistent an die Universität Wien. Dort habilitierte er sich 1939 mit der Arbeit Forschungen am Obermoesischen Limes für Alte Geschichte und wurde noch im selben Jahr zum außerordentlichen Universitätsprofessor ernannt. 1946 wechselte er als außerordentlicher Professor an die Universität Graz, wo er den wegen seiner Verwicklung in das NS-System aus dem Amt entfernten Fritz Schachermeyr ersetzte, seit 1950 auch als Ordinarius. Zudem war er Vorstand des Instituts für Geschichte des Altertums und Altertumskunde. Er blieb an der Universität bis zu seinem Tod, ihm folgte Viktor Burr als Inhaber des Lehrstuhls. 1951 bis 1953 amtierte er als Dekan, 1960/61 war Swoboda Rektor der Universität. Zu seinen Schülern gehört Ingomar Weiler.
Swoboda befasste sich vorrangig mit der Geschichte und Kultur sowie den materiellen Hinterlassenschaften der Römer auf dem Gebiet des heutigen Österreich. 1935 grub er in Enns die Badeanlage, 1936 das Valetudinarium und die frühchristliche Kirche Maria Anger aus. 1936 und 1937 grub er zudem das Hauptgebäude der Villa rustica bei Vorchdorf, 1937 die Kastellmauer sowie die Mauerreste von Sankt Agatha in Haibach ob der Donau aus. Publizistisch widmete er sich unter anderem Aguntum und Carnuntum, wo er ebenfalls wichtige Ausgrabungen durchführte, aber auch den sozialen Ideen der Antike. 
Swoboda wurden zahlreiche Ehren zuteil. Er erhielt das Ehrenkreuz für Kunst und Wissenschaft I. Klasse und die Ehrenplakette des Landes Niederösterreich. Er war korrespondierendes Mitglied der Jugoslawischen Akademie der Wissenschaften in Zagreb, der Slowakischen Akademie der Wissenschaften, der Österreichischen Akademie der Wissenschaften, der Deutschen Akademie der Wissenschaften, ordentliches Mitglied des Deutschen Archäologischen Instituts,  sowie Mitglied der Deutschen Limeskommission. Zu seinem Andenken erschien 1966 die Festschrift Corolla memoriae Erich Swoboda dedicata.
Er ist auf dem St.-Leonhard-Friedhof in Graz beigesetzt.